# 栃木県立鹿沼南高等学校
栃木県立鹿沼南高等学校（とちぎけんりつかぬまみなみこうとうがっこう）は、栃木県鹿沼市にある県立の高等学校。通称は「鹿南」（かなん）。

## 概要
歴史
1909年（明治42年）創立の旧制・農林学校（実業学校）を前身とする。1922年（大正11年）に商業科を設置し「農商学校」となる。1948年（昭和23年）の学制改革により、新制高等学校「栃木県鹿沼農商高等学校」となる。1972年（昭和47年）に商業科が栃木県立鹿沼商工高等学校として分離したため、「栃木県立鹿沼農業高等学校」となる。創立100周年を迎えた2007年（平成19年）に普通科を設置の上、農業科・家庭科の学科改編を行い、現校名「栃木県立鹿沼南高等学校」に改称した。
設置課程・学科
全日制課程 4学科　（　）は定員
- 普通科 （80名） 2024年度から2029年度にかけ鹿沼商工高等学校と統合のため2024年度から募集停止
- 食料生産科（40名）
- 環境緑地科（40名）　
- ライフデザイン科（40名）

校訓
「篤く・勤しみ・和む」
校章
中央に校名の「鹿南」の文字（縦書き）を置いている。
校歌
作詞は水樹涼子、作曲は矢内弘子による。歌詞は3番まであり、各番に校名の「鹿沼南校」が登場する。（JASRAC出1211866-201）

## 沿革
源流
- 1903年（明治36年）5月 - 「私立上都賀学館」に発祥。

旧制・農商学校時代
- 1909年（明治42年）4月 - 「上都賀郡立農林学校」として開校。
- 1921年（大正10年）4月 - 「栃木県立実業学校」として設立が許可される。農業科を設置。（創立記念日は4月12日となる）
- 1922年（大正11年）
  - 4月 - 商業科を併置し、定員を300名とする。
  - 11月 - 「栃木県立鹿沼農商学校」と改称。
- 1925年（大正14年）4月 - 商業科を5年制（現在の中1から高2に相当）、定員を400名とする。
- 1928年（昭和3年）4月 - 商業科を廃止。
- 1929年（昭和4年）4月 - 商業科が復活。
- 1941年（昭和16年）4月 - 農商両科共に2学級増設し、定員を800名とする。
- 1943年（昭和18年）4月 - 中等学校令の施行により、この時の入学生から修業年限を4年（現在の中1から高1に相当）とする。
- 1944年（昭和19年）4月 - 教育ニ関スル戦時非常措置方策により、商業科を本科農業科・林業科に転換。従来の農業科を第2本科農業科と改称。
- 1946年（昭和21年）4月 - 商業科が復活し、修業年限が5年に戻る。
- 1947年（昭和22年）4月 - 学制改革（六・三制の実施）が行われる。
  - 農業学校（旧制）としての生徒募集を停止。
  - 新制中学校を併設（名称:栃木県立鹿沼農商学校併設中学校、以下・併設中学校）し、農商学校1・2年修了者を新制中学校2・3年生として収容。
  - 併設中学校は経過措置としてあくまで暫定的に設置されたもので、新たに生徒募集は行われず、在校生が2・3年生のみの中学校であった。
  - 農商学校3・4年修了者はそのまま農商学校4・5年生として在籍（ただし4年修了時点で卒業することもできた）。

旧・農商高等学校時代
- 1948年（昭和23年）4月 - 学制改革により鹿沼農商学校（旧制）が廃止され、新制高等学校「栃木県鹿沼農商高等学校」が発足。
  - 全日制（農業科・商業科）・定時制（農業科・商業科）を設置。
  - 農商学校卒業者（5年修了者）を新制高校3年生、農商学校4年修了者を新制高校2年生、併設中学校卒業者（3年修了者）を新制高校1年生として収容。
  - 併設中学校を継承し、在校生が1946年（昭和21年）に農商学校へ最後に入学した3年生のみとなる。
- 1949年（昭和24年）
  - 3月31日 - 併設中学校を廃止。
  - 4月1日 - 定時制（夜間部）商業課程を設置。定時制豊岡分校を設置。
- 1950年（昭和25年）4月1日 - 全日制木材工芸課程を設置。定時制南押原分校と定時制落合分校を設置。
- 1951年（昭和26年）4月1日 - 「栃木県立鹿沼農商高等学校」（現校名）に改称。全日制木材工芸・林業の両学科を統合し木工科とする。
- 1953年（昭和28年）4月1日 - 林工科を木材工芸科及び林業科に再分離。定時制粟野分校（農業科・農村家庭科・商業科）を設置。
- 1954年（昭和29年）4月1日 - 定時制南押原分校（商業科）を設置。
- 1957年（昭和32年）
  - 10月 - 本館改築が完成。
  - 12月 - 校舎大増改築創立50周年記念式典を挙行。
- 1958年（昭和33年）4月1日 - 全日制商業科を1学級増設し、男女150名を募集。
- 1959年（昭和34年）4月1日 - 定時制粟野分校を全日制分校に転換。
- 1960年（昭和35年）
  - 4月1日 - 木材工芸科の募集定員20名を男女30名に改定。
  - 9月 - 南押原分校を鹿沼市磯町368番地に移転。
- 1962年（昭和37年）4月1日
  - 全日制家庭科を新設し50名を募集。
  - 木材工芸科35名募集・林業科40名募集に改定。
  - 全日制粟野分校農業科の募集を停止し商業科、家庭科をそれぞれ40名募集に改定。
  - 定時制落合分校と定時制豊岡分校を中心に統廃合し、農村家庭科を家庭科に改定。
- 1963年（昭和38年）4月1日 - 全日制商業科200名を募集。木材工芸科を「工芸科」、家庭科を「家政科」に改称。農業科を100名増募。
- 1966年（昭和41年）
  - 4月1日 - 全日制粟野分校の商業科1学級増設し、男女100名を募集。
  - 11月 - 創立60周年体育館兼講堂落成記念式典を挙行。
- 1967年（昭和42年）4月1日 - 全日制粟野分校が分離し栃木県立粟野高等学校として独立。
- 1970年（昭和45年）8月 - 鹿沼市みなみ町において分離農業高校起工式これより新設工事着工。

旧・農業高等学校時代
- 1972年（昭和47年）
  - 4月1日 - 「栃木県立鹿沼農業高等学校」と「栃木県立鹿沼商工高等学校」に分離。
  - 6月30日 - （分離）開校式を挙行。この日を開校記念日とする。
- 1974年（昭和49年）4月1日 - 農業科1学級を「造園科」に転換。
- 1987年（昭和62年）4月1日 - 農業科・園芸科・林業科の3学科を学科再編し、農林経営科（定員80名）とする。
- 1989年（平成元年）4月1日 - 学科再編により、農林経営科1クラスを「農業機械科」（40名）とし、造園科は「造園土木科」に改称。
- 1990年（平成2年）4月1日 - 生活科を「生活科学科」とする。
- 1993年（平成5年）
  - 6月 - 文部大臣農業教育視察のため学校訪問。
  - 7月 - 総体栃木県大会弓道練習会場・草花装飾に協力。
- 1995年（平成7年）11月 - 第46回日本学校農業クラブ全国大会栃木県大会開催・農業情報処理協議会会場となる。
- 1997年（平成9年）4月 - 平成9.10年度教育委員会より同和教育研究校に指定される。
- 1999年（平成11年）11月 - 創立90周年記念式典を挙行。
- 2000年（平成12年）10月 - 農業クラブ全国大会鑑定競技会（農業機械の部）において最優秀賞を受賞。
- 2002年（平成14年）4月 - 朝の読書を開始。
- 2003年（平成15年）8月 - 農業クラブ関東大会、プロジェクトA・C部門に出場し、優秀賞を受賞。
- 2005年（平成17年）11月 - ファームフェスタ2005にて1等3席に入賞。
- 2006年（平成18年）11月 - 第7回全日本ブラック　アンド　ホワイトショック　優等4席に入賞する。

鹿沼南高等学校
- 2009年（平成21年）4月1日 - 「栃木県立鹿沼南高等学校」（現校名）が開校。全日制普通科・食料生産科・環境緑地科・ライフデザイン科を設置。
  - 栃木県立鹿沼農業高等学校は2008年（平成20年）入学生が卒業する2011年（平成23年）3月末まで存続するため、併設の形をとる。
- 2010年（平成22年）10月 - 日本学校農業クラブ全国大会農業鑑定競技（農業機械コース）で最優秀賞を受賞。
- 2011年（平成23年）3月 - 栃木県立鹿沼農業高等学校の閉校式を挙行。これにより鹿沼農業高等学校との併設を解消。
- 2012年（平成24年）3月 - 栃木県立鹿沼南高等学校としての第1回卒業式を挙行。 2024年（令和6年） 年度 - 普通科の募集停止

## 部活動
運動部
- 野球部 - 鹿沼農商時代、夏の甲子園大会に2度出場した（1965年（昭和40年）・1967年（昭和42年））
- 陸上部
  - 2012年（平成24年）7月 - インターハイに出場。

文化部
- 郷土芸能部
  - 1998年（平成10年）8月 - （同好会時代）第22回全国高等学校総合文化祭に参加し、文化連盟賞を受賞。
  - 2000年（平成12年）7月 - 第2回ワールドフォークロリアーダに出場。
  - 2001年（平成13年）8月 - 第25回全国高文祭に出場。
  - 2002年（平成14年）11月 - 第17回国民文化祭とっとり2002に出場。
  - 2003年（平成15年）10月 - 第18回国民文化祭やまがた2003に出場。
  - 2004年（平成16年）8月 - 第28回全国高文祭に出場。
  - 2006年（平成18年）11月 - 第60回記念県芸術祭賞を受賞。
- 吹奏楽部
  - 2012年（平成24年）8月 - 全国高等学校総合文化祭（富山県）に出場。

## 交通
最寄りの鉄道駅
- JR東日本 日光線 「鹿沼駅」から自転車で25分
- 東武鉄道 日光線 「樅山駅」から自転車で15分

最寄りのバス停
- 鹿沼市民バス（リーバス）鹿沼南高校線（関東自動車に委託）「鹿沼南高校」バス停 - JR東日本「鹿沼駅」前と東武鉄道「新鹿沼駅」前を通る。

最寄りの国道・県道
- 国道293号
- 栃木県道6号宇都宮楡木線
- 東北自動車道 鹿沼IC

## 周辺
- 鹿沼市立みなみ小学校
- まなぶ保育園
- 鹿沼みなみ町郵便局
- 黒川（河川）